# Megapenthes (Sohn des Menelaos)
Megapenthes (altgriechisch Μεγαπένθης Megapénthēs) ist in der griechischen Mythologie der Sohn des Menelaos und der ätolischen Sklavin Pieris oder Tereis, der während des Trojanischen Kriegs geboren wurde. 
Menelaos arrangierte eine Hochzeit zwischen Megapenthes und Iphiloche, einer Tochter des Alektor aus Sparta. Nach dem Tode des Menelaos soll er und sein Bruder Nikostratos Helena vertrieben haben, die daraufhin nach Rhodos zu Polyxo flüchtete. 
Da Megapenthes als Sohn einer Sklavin nicht würdig erschien, den Thron von Lakedaimon zu besteigen, wurde Orestes, der Sohn des Agamemnon, zum König ernannt.